# 山崎慎次
山崎 慎次（やまさき しんじ、1962年11月13日 - ）は、日本の元男子水球選手である。日本体育大学4年時に1984年ロサンゼルスオリンピックに日本代表として出場した。